# Narciarstwo dowolne na Zimowej Uniwersjadzie 2013 – slopestyle kobiet
Konkurencja slopestyle'a kobiet w narciarstwie dowolnym na Zimowej Uniwersjadzie 2013 została rozegrana 18 grudnia. Złotą medalistką została reprezentantka Stanów Zjednoczonych Alexis Keeney. 
W konkurencji tej startowała jedna reprezentantka Polski, Zuzanna Witych, która została sklasyfikowana na 4. miejscu.

## Wyniki
| Miejsce | Zawodniczka     | Kwalifikacje | Kwalifikacje | Kwalifikacje    | Finał   | Finał   | Finał           |
| Miejsce | Zawodniczka     | Zjazd 1      | Zjazd 2      | Najlepszy wynik | Zjazd 1 | Zjazd 2 | Najlepszy wynik |
| ------- | --------------- | ------------ | ------------ | --------------- | ------- | ------- | --------------- |
| 1.      | Alexis Keeney   | 89,40        | 44,00        | 89,40           | 82,60   | 47,20   | 82,60           |
| 2.      | Fabienne Werder | 66,20        | 57,20        | 66,20           | 54,20   | 65,20   | 65,20           |
| 3.      | Katie Souza     | 12,60        | 59,40        | 59,40           | 51,40   | 62,60   | 62,60           |
| 4.      | Zuzanna Witych  | 38,60        | 12,60        | 38,60           | 54,80   | 31,00   | 54,80           |
| 5.      | Katie Hitchcock | 45,80        | 10,80        | 45,80           | 14,60   | 33,40   | 33,40           |
|         | Jessica Webb    | DNS          | DNS          | DNS             | DNS     | DNS     | DNS             |
|         | Petra Jurečková | DNS          | DNS          | DNS             | DNS     | DNS     | DNS             |